# Chotkovská hrobka (Valtířov)
Chotkovská hrobka, také hrobka hrabat Chotků, případně zvaná podle spřízněného rodu Thun-Hohensteinů hrobní kaple rodiny Thunů je pohřebiště velkobřezenské linie šlechtického rodu Chotků z Chotkova a Vojnína a jejich příbuzných v severním cípu bývalého hřbitova nad vysokým srázem k pravému břehu Labe nedaleko kostela sv. Václava ve Valtířově (německy Waltirsche), součásti Velkého Března (německy Großpriesen) v okrese Ústí nad Labem. Novogotická cihlová hrobka byla postavena v roce 1869 podle projektu Františka Schmoranze staršího pro bývalého nejvyššího purkrabího Českého království Karla Chotka a byli do ní pohřbíváni i jeho potomci a příbuzní. Jejich ostatky byly však v druhé polovině 20. století převezeny na hřbitov v Litoměřicích. Stavba je památkově chráněná, je ve vlastnictví státu a spravuje ji Národní památkový ústav.

## Historie a architektura
Hrabě Karel Chotek (1783–1868), nejvyšší purkrabí Českého království (1826–1843) koupil panství Velké Březno v roce 1841 za 170 000 zlatých. V letech 1842–1845 nechal v pozdně klasicistním slohu postavit nový zámek, který byl v letech 1885–1910 novorenesančně upraven.
Vedlejší ves Valtířov přikoupil hrabě z bývalého zahořanského panství roku 1846.
Karel Chotek zemřel ve Vídni v roce 1868. Jeho žena Marie Chotková, rozená Berchtoldová z Uherčic (1794–1878) nechala postavit důstojnou hrobku pro svého času nejvyššího politického činitele Českého království ve Valtířově. Stavbu navrhl východočeský architekt a stavitel František Schmoranz starší (1814–1902), který byl i autorem přestavby zámku Žleby a rekonstrukcí katedrály sv. Ducha v Hradci Králové a kostela v Poličce a ve Dvoře Králové. Původně návrh počítal i s boční věží, ta však nakonec kvůli úspoře vybudována nebyla. Výstavbu hrobky realizovala ústecká firma Alwina Köhlera. Náklady se vyšplhaly přes 30 tisíc zlatých. Hrobka byla dokončena už v roce 1869.
Jedná se o centrální novogotickou stavbu na obdélném půdorysu z cihlového zdiva s tesanými kamennými články. Všechny stěny vrcholí trojúhelnými štíty, ve kterých je úzké okno s lomeným obloukem a opatřené ostěním. Štíty jsou zakončeny kamenným křížem. Po stranách v nároží jsou vždy dva na sebe kolmé dvakrát zalamované opěráky s kamennou stříškou končící skoro pod úrovní korunní římsy. Stejně řešené opěráky jsou umístěny ve střední části každého průčelí. Uprostřed severní, západní a jižní stěny je velké okno s hrotitým obloukem s kružbou, kvadrilobem a svislými pruty. Na východní straně je nižší okno a pod ním sedlový kamenný portál. Stanová (jehlancová) střecha je osazena velkou měděnou růžicí (kytkou) gotických tvarů.
Na severním štítě je deska s německým nápisem:

CARL GRAFEN CHOTEK 

OBERSTBURGGRAFEN V. BÖHMEN 

ZUR EHRE U. ANGEDENKEN 

ERBAUT VON SEINER GEMAHLIN 

MARIA GRÄFIN CHOTEK 

GEB. GRÄFIN BERCHTOLD 

IM J. MDCCCLXIX.

Jeho překlad do češtiny zní Karlu hraběti Chotkovi, nejvyššímu purkrabímu Čech k poctě a památce vystavěla jeho manželka Maria hraběnka Chotková, rozená hraběnka Berchtoldová v roce 1869.

## Interiéry

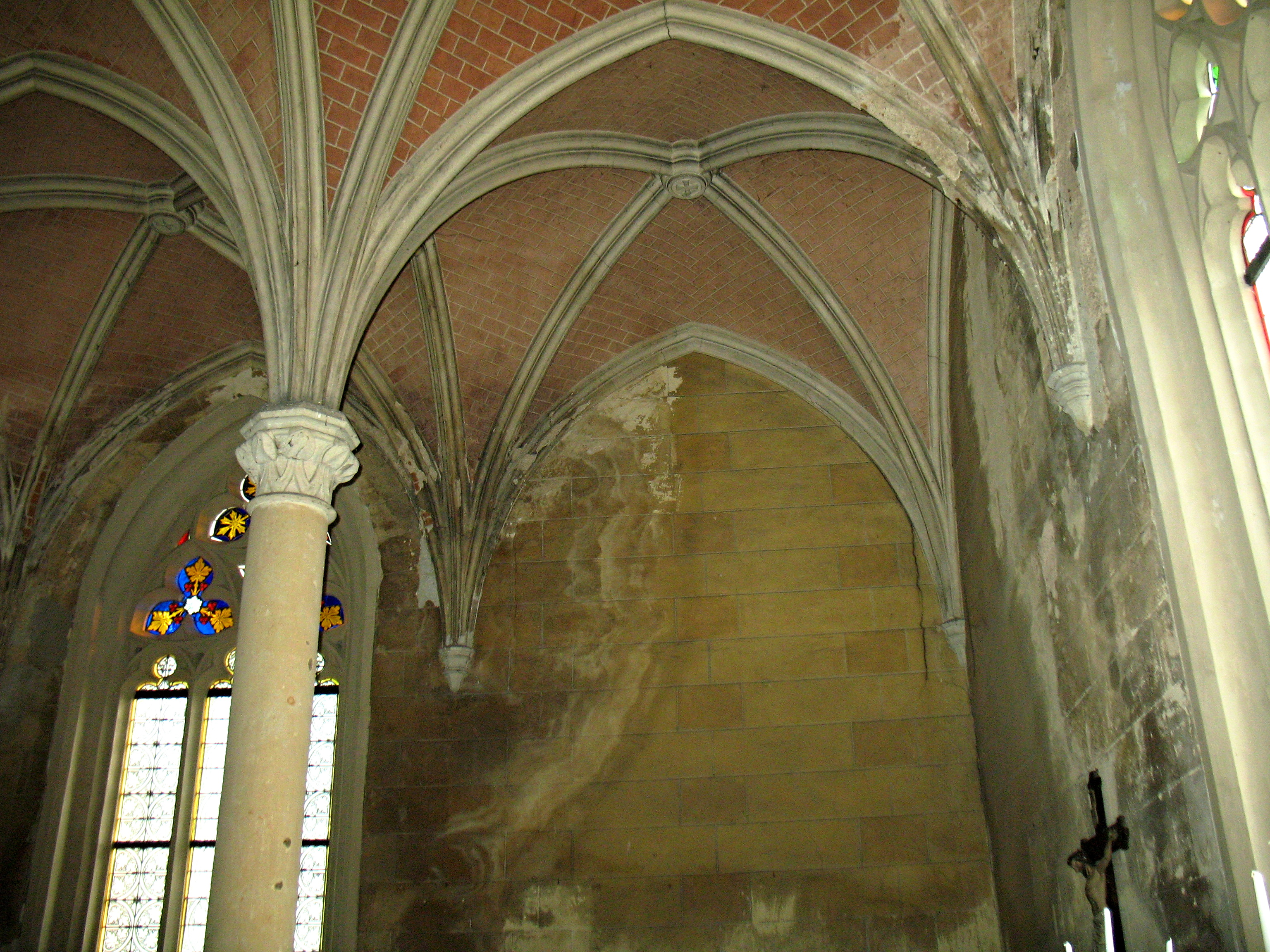
Interiér hrobky

Vnitřní prostor byl sklenut devíti poli křížové klenby na čtyřech kamenných válcových sloupech. Veškeré vnitřní vybavení bylo zničeno při rabování hrobky po druhé světové válce. Po převezení ostatků do Litoměřic v hrobce zůstaly jen katafalky a nápisy v podlaze.
V roce 1992 opatřil okna mřížemi Josef Zajac ze Svádova.
V roce 2017 byla opravena dvě vitrážová okna. Některé části bylo potřeba pouze doplnit, jiné vyrobit celé znova. Náklady, jejichž větší část pokryla veřejná sbírka, se vyšplhaly na přibližně 35 tisíc korun. Práce provedla rodinná firma Vitráže Zajac ze Cvikova. Restaurována byla také modlitební klekátka a oltář.

## Nejbližší okolí

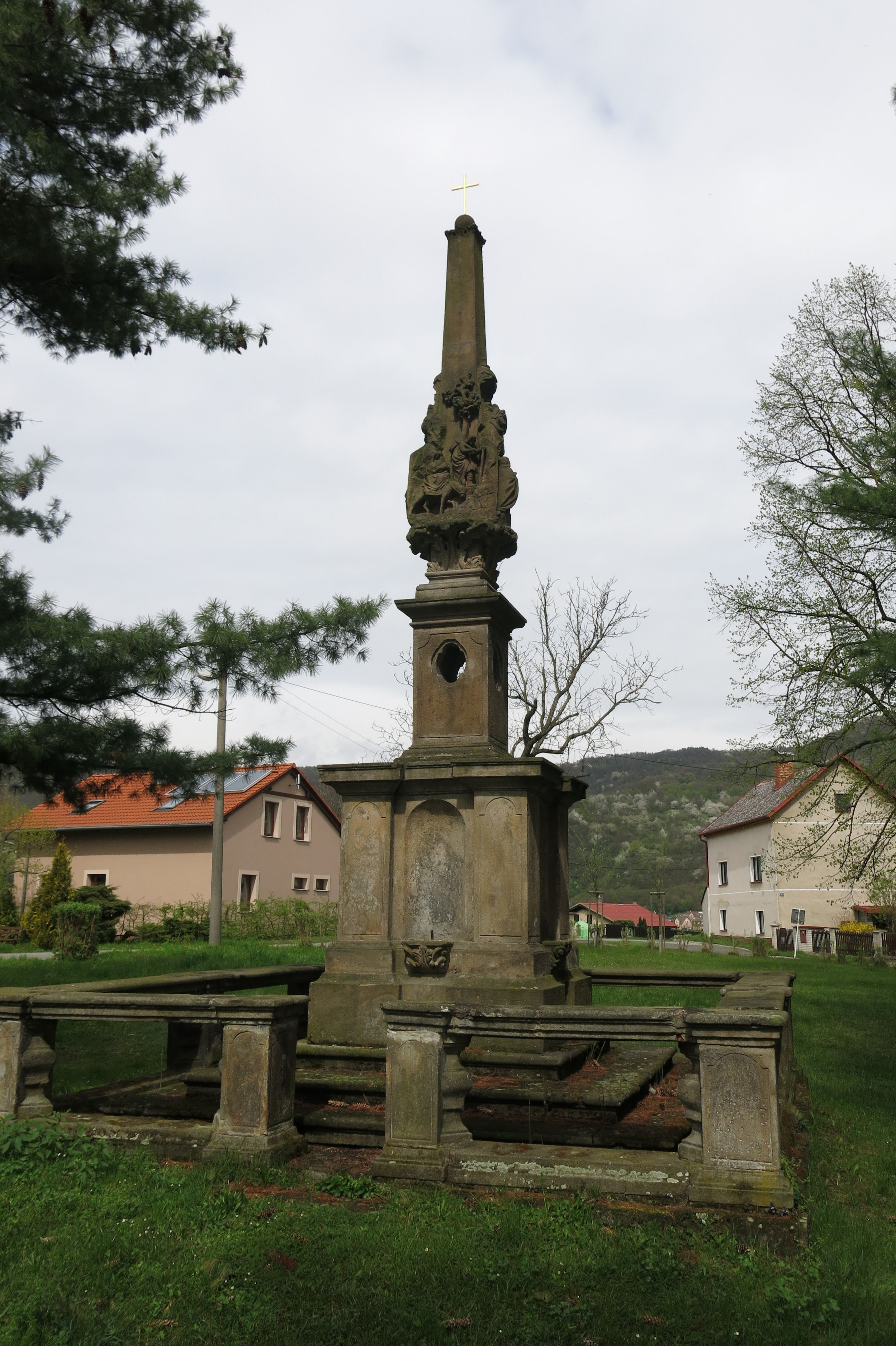
Sloup 14 svatých pomocníků

V těsném sousedství stojí renesanční kostel sv. Václava. Severovýchodním směrem od hrobky se nachází nenápadný pomník Tomášek Garrigua Masaryka pravděpodobně z 30. let 20. století. Pomník byl odstraněn v době německé okupace a ke znovuodhalení došlo v roce 1946. V roce 1948 z něho byl odstraněn reliéf prezidenta. Pomník byl znovu obnoven v roce 2008. Uprostřed prostranství před kostelem byl druhotně vztyčen sloup Čtrnácti svatých pomocníků, mezi které patří sv. Jiří, Vít, Erasmus, Pantaleon, Jiljí, Kryštof, Dionýsus, Blažej, Cyriakus, Achátius, Eustach, Kateřina, Markéta a Barbora. Barokní památka z tvrdého hustého křemitého černovického pískovce pochází z roku 1716. Sem byl převezen v roce 1965 z obce Čachovice, která byla zatopena při stavbě Nechranické přehrady. V letech 1994–1995 torzo sloupu restauroval akademický sochař Michael Bílek (1942–2015) z Petrovic.

## Seznam pochovaných

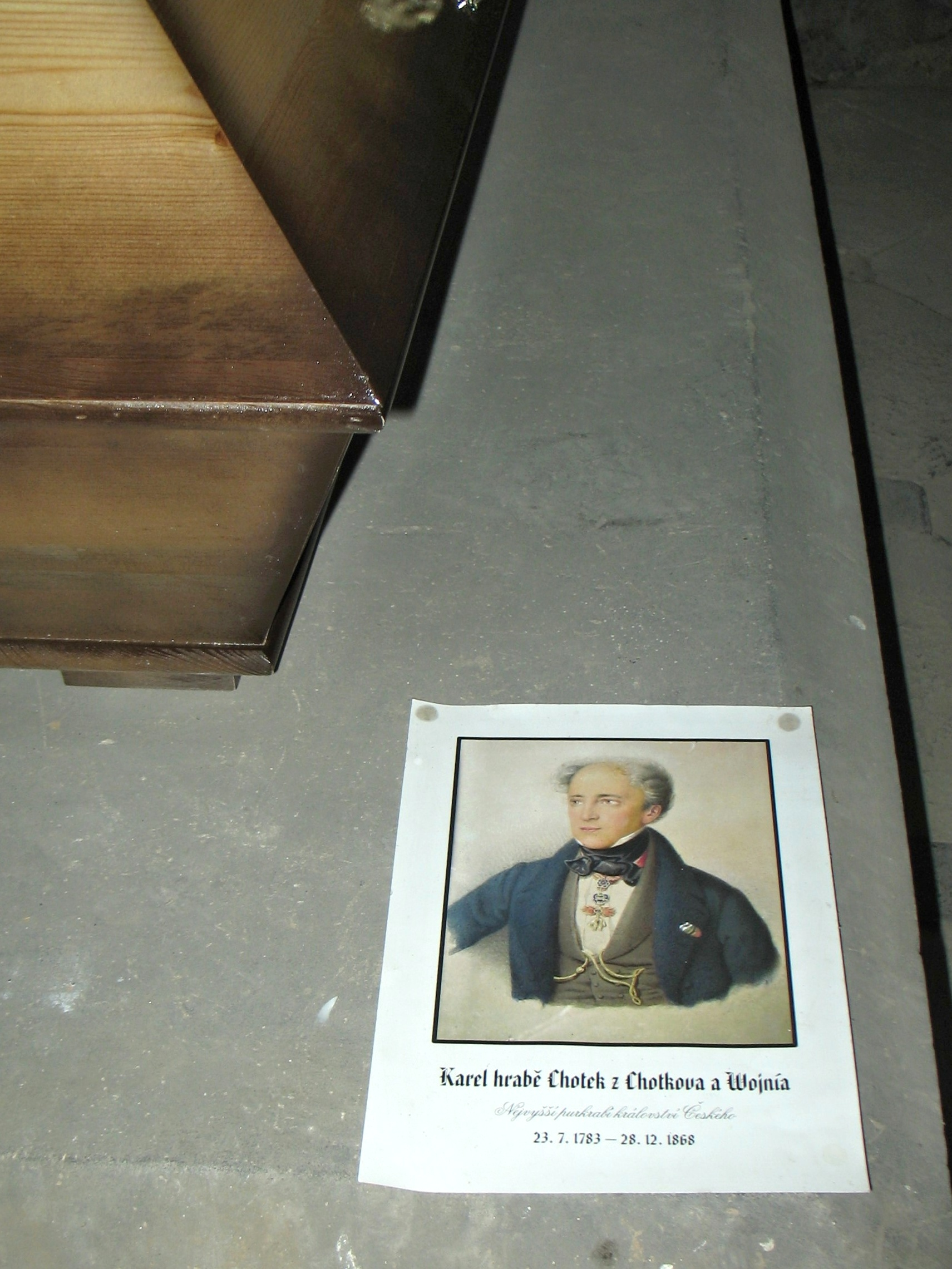
Prvním příslušníkem rodiny Chotků, pochovaných ve valtířovské hrobce, byl hrabě Karel Chotek

Po Karlu Chotkovi, jehož tělo nechala z Vídně převézt jeho žena Marie, byla v hrobce pochována i ona sama a postupně další členové velkobřezenské větve Chotků. Karel Chotek a Marie spolu měli šest synů, otce však přežili pouze dva, Antonín a Bohuslav. Antonín se věnoval v dospělosti správě statků ve Velkém Březně. Jeho bratr Bohuslav budoval kariéru úředníka a diplomata. Nejznámějším členem této rodové linie se koncem 19. století stala čtvrtá Bohuslavova dcera Žofie Chotková (1868–1914), manželka následníka rakousko–uherského trůnu Františka Ferdinanda d'Este (1863–1914). Tato dvojice však byla pochována v Arstettenu. V hrobce nebyl pochován ani poslední soukromý majitel zámku Karel Maria Chotek (1887–1970), jemuž byl majetek zkonfiskován na základě Benešových dekretů v roce 1945, jeho žena Livie Clara Majláth de Székhely (1888–1970) a jeho teta Olga – Marie Antoinetta (1860–1934). Karel Maria a Livie Clara strávili zbytek života v bavorském městečku Aichach. Karel Maria zemřel lednu 1970 a jím rod vymřel.
V letech 1869–1943 bylo v hrobce pochováno 13 nebo 14 osob. Po druhé světové válce byla stavba vyrabována, neustále hrozilo zneuctění ostatků pohřbených po vniknutí vandaly. Pohřebiště proto sloužilo svému účelu jen do 70. let 20. století, kdy byly rakve s ostatky převezeny na zámek Benešov nad Ploučnicí a na přelomu 80. a 90. let byly ostatky na přání hraběnky Schönbornové uloženy na hřbitově v Litoměřicích. Chotkové tam od té doby spočívají ve společné prosté hrobce, která je opatřena latinským nápisem. Výjimkou jsou ostatky řeholnice Ady Chotkové – Marie Annuntiaty (1890–1939), které byly uloženy do samostatné hrobky v kněžské části hřbitova.

### Chronologicky podle data úmrtí (výběr)
V tabulce jsou uvedeny základní informace o pohřbených. Fialově jsou vyznačeni příslušníci rodu Chotků, žlutě jsou vyznačeny manželky přivdané do rodiny, pokud byly pohřbeny v hrobce, nebo příbuzní z jiných rodů. Červeně jsou zvýrazněni majitelé statku Velké Březno. Historie rodu sahá až do 14. století, ale zde jsou generace počítány až od Václava Antonína Chotka (1674–1754), stavebníka zámku Veltrusy, který byl v roce 1702 povýšen do panského stavu, v roce 1723 získal český titul hraběte a v roce 1745 říšského hraběte. U manželek je generace v závorce a týká se generace manžela. Děti jsou vypsány v poznámce u matky, avšak pokud byla matka pohřbena jinde, jsou děti uvedeny v poznámce u otce.
| Po-řadí | Gene-race                    | Jméno pohřbeného                         | Datum a místo narození                               | Otec | Datum a místo sňatku, choť                                                                                       | Pohřeb a uložení do hrobky | Poznámky |
| Po-řadí | Gene-race                    | Jméno pohřbeného                         | Datum a místo úmrtí                                  | Matka | Datum a místo sňatku, choť                                                                                       | Pohřeb a uložení do hrobky | Poznámky |
| ------- | ---------------------------- | ---------------------------------------- | ---------------------------------------------------- | --- | --- | --- | --- |
| 1.      | 4.                           | Karel Chotek                             | 23. 7. 1783 Vídeň                                    | Jan Rudolf Chotek z Chotkova 17. 5. 1748 Vídeň – 26. 8. 1824 Vídeň                                                                                   | 9. 6. 1817 Vídeň Marie Žofie Berchtoldová z Uherčic (č. 3)                                                       | Tělo bylo vykropeno 30. 12. 1868 a poté vlakem převezeno do Čech. V doprovodu obou synů dorazilo do Prahy, kde mu místní samospráva vzdala čest, a poté do Velkého Března. Do nové hrobky ve Valtířově bylo uloženo za přítomnosti čestných hostů 5. 11. 1869. | Nejvyšší purkrabí Českého království (1826–1843), císařský komoří (1810), c. k tajný rada (1818), rytíř Řádu zlatého rouna (1836), majitel statků Velké Březno, Zahořany, Staré Čívice. Zemřel ve věku 85 let na vysílení. |
| 1.      | 4.                           | Karel Chotek                             | 28. 12. 1868 Vídeň-Leopoldstadt                      | Marie Sidonie z Clary-Aldringenu 10. 11. 1748 Praha – 16. 2. 1824 Vídeň                                                                              | 9. 6. 1817 Vídeň Marie Žofie Berchtoldová z Uherčic (č. 3)                                                       | Tělo bylo vykropeno 30. 12. 1868 a poté vlakem převezeno do Čech. V doprovodu obou synů dorazilo do Prahy, kde mu místní samospráva vzdala čest, a poté do Velkého Března. Do nové hrobky ve Valtířově bylo uloženo za přítomnosti čestných hostů 5. 11. 1869. | Nejvyšší purkrabí Českého království (1826–1843), císařský komoří (1810), c. k tajný rada (1818), rytíř Řádu zlatého rouna (1836), majitel statků Velké Březno, Zahořany, Staré Čívice. Zemřel ve věku 85 let na vysílení. |
| 2.      | 6.                           | Terezie Chotková                         | 22. 5. 1871                                          | Bohuslav Chotek (č. 6) | | Pohřbena 17. 9. 1871. | Zemřela ve 4 měsících věku, její ostatky byly pravděpodobně uloženy pod podlahou hrobky. |
| 2.      | 6.                           | Terezie Chotková                         | 14. 9. 1871 Velké Březno                             | Vilemína Kinská z Vchynic a Tetova (č. 5) | | Pohřbena 17. 9. 1871. | Zemřela ve 4 měsících věku, její ostatky byly pravděpodobně uloženy pod podlahou hrobky. |
| 3.      | (4.)                         | Marie Žofie Berchtoldová z Uherčic       | 21. 1. 1794 Vídeň                                    | Antonín Berchtold z Uherčic 1754 – 25. 3. 1819 | 9. 6. 1817 Vídeň Karel Chotek (č. 1)                                                                             | Poslední rozloučení se konalo v kostele sv. Jana Nepomuckého na Praterstraße ve Vídni 20. 2. 1878, následně bylo tělo převezeno do Čech a uloženo 21. 2. v hrobce.                                                                                             | Zakladatelka hrobky, dáma Řádu hvězdového kříže (1820) a palácová dáma. Pocházela z uherské větve rodu Berchtoldů z Uherčic. Zemřela ve věku 84 let na mozkovou mrtvici. Narodily se jí následující děti: - 1. František (1818 – asi 1818) - 2. Karel (1821 – asi 1821) - 3. Antonín (1822–1883; č. 4) - 4. Emanuel (1823–1843; pohřben v Chotkovské hrobce v Nových Dvorech) - 5. Ferdinand (1826–1830; pohřben v Chotkovské hrobce v Nových Dvorech) - 6. Bohuslav (1829–1896; č. 6) |
| 3.      | (4.)                         | Marie Žofie Berchtoldová z Uherčic       | 18. 2. 1878 Vídeň-Leopoldstadt                       | Maria Anna Františka Huszár de Szent-Kereszt 12. 7. 1771 Trnava – 10. 11. 1847                                                                       | 9. 6. 1817 Vídeň Karel Chotek (č. 1)                                                                             | Poslední rozloučení se konalo v kostele sv. Jana Nepomuckého na Praterstraße ve Vídni 20. 2. 1878, následně bylo tělo převezeno do Čech a uloženo 21. 2. v hrobce.                                                                                             | Zakladatelka hrobky, dáma Řádu hvězdového kříže (1820) a palácová dáma. Pocházela z uherské větve rodu Berchtoldů z Uherčic. Zemřela ve věku 84 let na mozkovou mrtvici. Narodily se jí následující děti: - 1. František (1818 – asi 1818) - 2. Karel (1821 – asi 1821) - 3. Antonín (1822–1883; č. 4) - 4. Emanuel (1823–1843; pohřben v Chotkovské hrobce v Nových Dvorech) - 5. Ferdinand (1826–1830; pohřben v Chotkovské hrobce v Nových Dvorech) - 6. Bohuslav (1829–1896; č. 6) |
| 4.      | 5.                           | Antonín Chotek                           | 27. 3. 1822 Innsbruck                                | Karel Chotek (č. 1) | 15. 7. 1851 Ortenberg: Olga von Moltke 24. 5. 1832 Karlsruhe – 25. 8. 1906 Štýrský Hradec (Graz)                 | Tělo uloženo do hrobky 3. 6. 1883, zádušní mše se sloužily následující den v patronátních kostelech. | Císařský komoří (1848), majitel statků Zahořany a Velké Březno. Narodily se mu následující děti: - 1. Karel (1853–1926; č. 9) - 2. Marie, provd. Nostitz-Rienecková (1855–1941; č. 12) - 3. Olga (1860–1934; pohřbena na Řádovém hřbitově v Řepích) |
| 4.      | 5.                           | Antonín Chotek                           | 1. 6. 1883 Velké Březno                              | Marie Žofie Berchtoldová z Uherčic (č. 3) | 15. 7. 1851 Ortenberg: Olga von Moltke 24. 5. 1832 Karlsruhe – 25. 8. 1906 Štýrský Hradec (Graz)                 | Tělo uloženo do hrobky 3. 6. 1883, zádušní mše se sloužily následující den v patronátních kostelech. | Císařský komoří (1848), majitel statků Zahořany a Velké Březno. Narodily se mu následující děti: - 1. Karel (1853–1926; č. 9) - 2. Marie, provd. Nostitz-Rienecková (1855–1941; č. 12) - 3. Olga (1860–1934; pohřbena na Řádovém hřbitově v Řepích) |
| 5.      | (5.)                         | Vilemína Kinská z Vchynic a Tetova       | 19. 7. 1838 Kostelec nad Orlicí                      | Josef Kinský 25. 10. 1806 Vídeň – 17. 7. 1862 Kostelec nad Orlicí                                                                                    | 30. 10. 1859 Kostelec nad Orlicí: Bohuslav Chotek (č. 6)                                                         | Tělo uloženo do hrobky 8. 3. 1886, následující dva dny se sloužily zádušní mše ve Valtířově, Praze a Vídni. | Dáma Řádu hvězdového kříže (1860) a palácová dáma. Narodily se jí následující děti: - 1. Wolfgang Karel (1860–1926) - 2. Zdenka (Sidonia) Marie (1861–1946) - 3. Maria Pia, provd. Thun-Hohensteinová (1863–1935, pohřbena v hrobce Thun-Hohensteinů v Děčíně-Chrástu) - 4. Karolina "Kara", provd. Nostitz-Rienecková (1865–1919) - 5. Žofie, provd. Habsbursko-Lotrinská-d'Este (1868–1914, pochována v Arstettenu) - 6. Terezie (1871–1871; č. 2) - 7. Oktavia Maria, provd. Schönburg-Glauchau-Waldenburgová (1873–1946) - 8. Maria Antonia, provd. Traugottová z Wuthenau-Hohenturmu (1874–1930) - 9. Marie Henriette, provd. Nostitz-Rienecková (1880–1964) |
| 5.      | (5.)                         | Vilemína Kinská z Vchynic a Tetova       | 5. 3. 1886 Velké Březno                              | Marie Czerninová z Chudenic 12. 8. 1806 Praha – 20.12.1872 Kostelec nad Orlicí                                                                       | 30. 10. 1859 Kostelec nad Orlicí: Bohuslav Chotek (č. 6)                                                         | Tělo uloženo do hrobky 8. 3. 1886, následující dva dny se sloužily zádušní mše ve Valtířově, Praze a Vídni. | Dáma Řádu hvězdového kříže (1860) a palácová dáma. Narodily se jí následující děti: - 1. Wolfgang Karel (1860–1926) - 2. Zdenka (Sidonia) Marie (1861–1946) - 3. Maria Pia, provd. Thun-Hohensteinová (1863–1935, pohřbena v hrobce Thun-Hohensteinů v Děčíně-Chrástu) - 4. Karolina "Kara", provd. Nostitz-Rienecková (1865–1919) - 5. Žofie, provd. Habsbursko-Lotrinská-d'Este (1868–1914, pochována v Arstettenu) - 6. Terezie (1871–1871; č. 2) - 7. Oktavia Maria, provd. Schönburg-Glauchau-Waldenburgová (1873–1946) - 8. Maria Antonia, provd. Traugottová z Wuthenau-Hohenturmu (1874–1930) - 9. Marie Henriette, provd. Nostitz-Rienecková (1880–1964) |
| 6.      | 5.                           | Bohuslav Chotek                          | 3. 7. 1829 Praha                                     | Karel Chotek (č. 1) | 30. 10. 1859 Kostelec nad Orlicí: Vilemína Kinská z Vchynic a Tetova (č. 5)                                      | Tělo pohřbeno ve valtířovské hrobce 14. 10. 1896.[zdroj?] | Diplomat, český místodržitel (1871), doživotní člen rakouské Panské sněmovny (od roku 1885), císařský komoří (1854), c. k tajný rada (1869), majitel statku Staré Čívice. |
| 6.      | 5.                           | Bohuslav Chotek                          | 11. 10. 1896 Zhořelec (Görlitz)                      | Marie Žofie Berchtoldová z Uherčic (č. 3) | 30. 10. 1859 Kostelec nad Orlicí: Vilemína Kinská z Vchynic a Tetova (č. 5)                                      | Tělo pohřbeno ve valtířovské hrobce 14. 10. 1896.[zdroj?] | Diplomat, český místodržitel (1871), doživotní člen rakouské Panské sněmovny (od roku 1885), císařský komoří (1854), c. k tajný rada (1869), majitel statku Staré Čívice. |
| 7.      | 7.                           | Antonietta (Antonie Maria Olga) Chotková | 19. 9. 1888 Velké Březno                             | Karel Chotek (č. 9) | | Tělo převezeno ze Saska 10. 10. a pohřbeno v hrobce 12. 10. 1910.[zdroj?] | Zemřela na zápal plic ve 22 letech. |
| 7.      | 7.                           | Antonietta (Antonie Maria Olga) Chotková | 8. 10. 1910 Lindenhof in Neukoswig u Drážďan[zdroj?] | Adelheid z Hohenlohe-Langenburgu (č. 10) | | Tělo převezeno ze Saska 10. 10. a pohřbeno v hrobce 12. 10. 1910.[zdroj?] | Zemřela na zápal plic ve 22 letech. |
| 8.      |                              | Hugo z Nostitz-Rienecku                  | 13. 4. 1887 Teplice-Šanov                            | Jindřich Maria z Nostitz-Rienecku 8. 7. 1854 Slabce – 21. 8. 1895 Štýrský Hradec (Graz)                                                              | | Tělo uloženo do hrobky 6. 4. 1937.[zdroj?] | C. k. komoří, nadporučík hulánského pluku č. 13. Padl za první světové války u Korytnice ve Volyni, byl zraněn střepinou od granátu při krytí ústupu.[zdroj?] Jeho úmrtí připomíná pamětní deska v Hofburgu ve Vídni. Nejprve byl 5. prosince 1916[zdroj?] pohřben v Horkách nad Jizerou, kde se na bývalém hřbitově u kostela sv. Mikuláše nachází jeho náhrobek. Jeho ostatky byly po exhumaci a převozu do Valtířova nejspíše uloženy pod podlahou hrobky v menší rakvi. |
| 8.      | 31. 8. 1916 Korytnica, Volyň | Hugo z Nostitz-Rienecku                  | Marie Chotková (č. 12)                               | | | Tělo uloženo do hrobky 6. 4. 1937.[zdroj?] | C. k. komoří, nadporučík hulánského pluku č. 13. Padl za první světové války u Korytnice ve Volyni, byl zraněn střepinou od granátu při krytí ústupu.[zdroj?] Jeho úmrtí připomíná pamětní deska v Hofburgu ve Vídni. Nejprve byl 5. prosince 1916[zdroj?] pohřben v Horkách nad Jizerou, kde se na bývalém hřbitově u kostela sv. Mikuláše nachází jeho náhrobek. Jeho ostatky byly po exhumaci a převozu do Valtířova nejspíše uloženy pod podlahou hrobky v menší rakvi. |
| 9.      | 6.                           | Karel Chotek                             | 29. 8. 1853 Velké Březno                             | Antonín Chotek (č. 4) | 14. 10. 1885 Praha: Adelheid z Hohenlohe-Langenburgu (č. 10)                                                     | | Státní úředník, císařský komoří (1881), majitel statků Velké Březno a Zahořany. |
| 9.      | 6.                           | Karel Chotek                             | 11. 8. 1926 Velké Březno                             | Olga von Moltke 24. 5. 1832 Karlsruhe – 25. 8. 1906 Štýrský Hradec (Graz)                                                                            | 14. 10. 1885 Praha: Adelheid z Hohenlohe-Langenburgu (č. 10)                                                     | | Státní úředník, císařský komoří (1881), majitel statků Velké Březno a Zahořany. |
| 10.     | (6.)                         | Adelheid z Hohenlohe-Langenburgu         | 3. 11. 1864 Praha                                    | Ludvík Karel z Hohenlohe-Langenburgu 11. 1. 1823 Štýrský Hradec (Graz) – 26. 7. 1866 Hrádek, podlehl zraněním, která utrpěl v bitvě u Hradce Králové | 14. 10. 1885 Praha: Karel Chotek (č. 9)                                                                          | | Dáma Řádu hvězdového kříže (1896) a palácová dáma. Narodily se jí následující děti: - 1. Karel (1887–1970), ultimus familiae - 2. Antoinetta (1888–1910; č. 7) - 3. Ada Marie Gabriela – sestra Marie Annunciata (1890–1939; č. 11) |
| 10.     | (6.)                         | Adelheid z Hohenlohe-Langenburgu         | 10. 2. 1937 Velké Březno                             | Gabriela z Trauttmansdorff-Weinsbergu 30. 9. 1840 Praha – 29. 6. 1923 Červený Hrádek                                                                 | 14. 10. 1885 Praha: Karel Chotek (č. 9)                                                                          | | Dáma Řádu hvězdového kříže (1896) a palácová dáma. Narodily se jí následující děti: - 1. Karel (1887–1970), ultimus familiae - 2. Antoinetta (1888–1910; č. 7) - 3. Ada Marie Gabriela – sestra Marie Annunciata (1890–1939; č. 11) |
| 11.     | 7.                           | Ada Chotková                             | 8. 8. 1890 Velké Březno                              | Karel Chotek (č. 9) | | | Řeholnice jako S. Marie Annuntiata (Annunciata), členka kongregace Nejsvětější svátosti. |
| 11.     | 7.                           | Ada Chotková                             | 14. 8. 1939 Velké Březno                             | Adelheid z Hohenlohe-Langenburgu (č. 10) | | | Řeholnice jako S. Marie Annuntiata (Annunciata), členka kongregace Nejsvětější svátosti. |
| 12.     | 6.                           | Marie Chotková                           | 24. 8. 1855 Velké Březno                             | Antonín Chotek (č. 4) | 15. 2. 1885 Praha-Malá Strana: Jindřich z Nostitz-Rienecku 8. 7. 1854 Slabce – 21. 8. 1895 Štýrský Hradec (Graz) | Pochována v hrobce 27. 12. 1943.[zdroj?] | Dáma Řádu hvězdového kříže (1891). Narodily se jí následující děti: - 1. Olga (1885–1968; řeholnice) - 2. Hugo z Nostitz-Rienecku (1887–1916; č. 8) - 3. Elisabeth, provd. Schönbornová (1890–1984) |
| 12.     | 6.                           | Marie Chotková                           | 22. 12. 1943 Velké Březno                            | Olga von Moltke 24. 5. 1832 Karlsruhe – 25. 8. 1906 Štýrský Hradec (Graz)                                                                            | 15. 2. 1885 Praha-Malá Strana: Jindřich z Nostitz-Rienecku 8. 7. 1854 Slabce – 21. 8. 1895 Štýrský Hradec (Graz) | Pochována v hrobce 27. 12. 1943.[zdroj?] | Dáma Řádu hvězdového kříže (1891). Narodily se jí následující děti: - 1. Olga (1885–1968; řeholnice) - 2. Hugo z Nostitz-Rienecku (1887–1916; č. 8) - 3. Elisabeth, provd. Schönbornová (1890–1984) |